# Team Ineos/Saison 2020

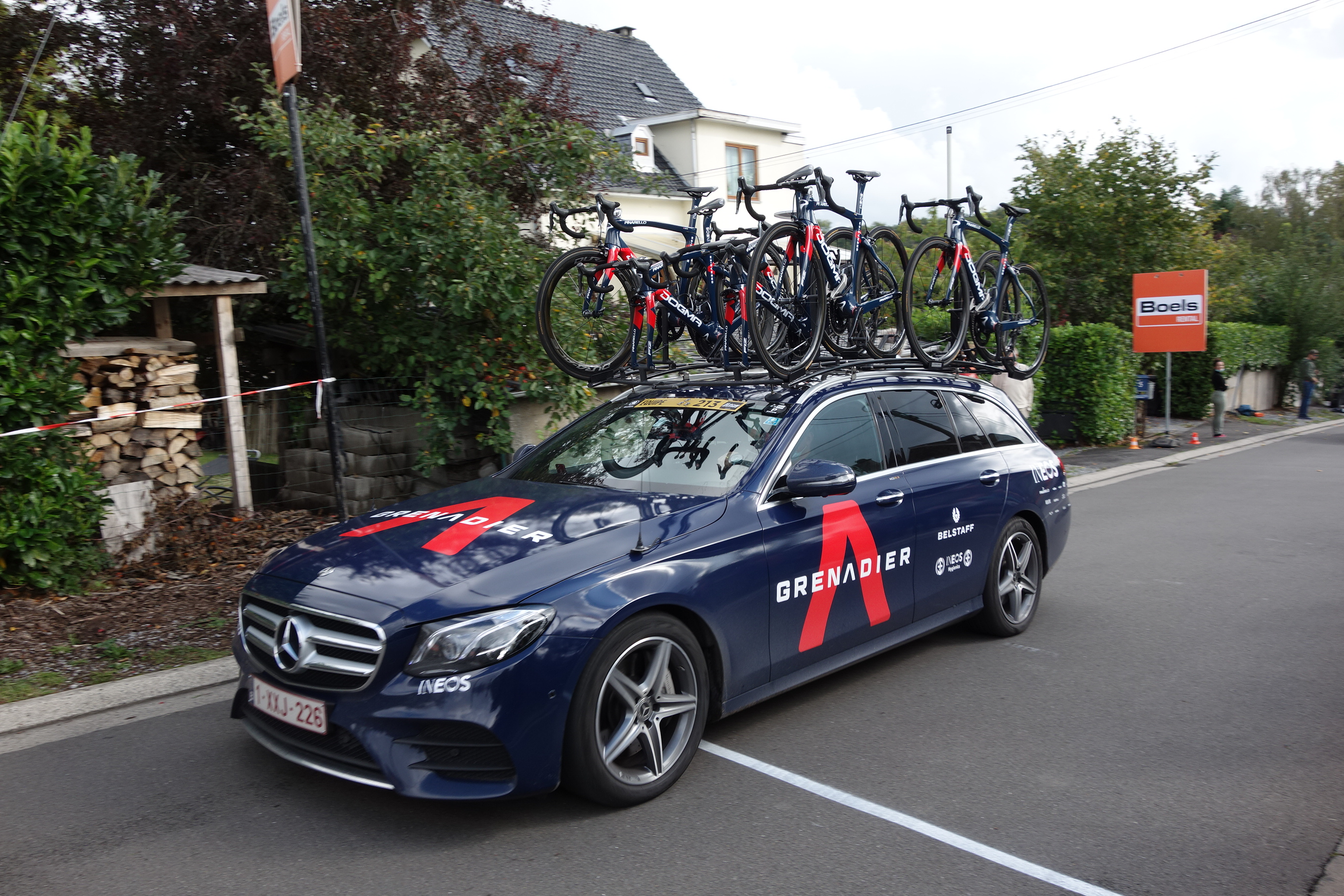
Teambegleitwagen von Ineos Grenadiers beim Wallonischen Pfeil 2020

Diese Liste beschreibt die Mannschaft und die Erfolge des Radsportteams Ineos Grenadiers in der Saison 2020.

## Mannschaft
| Teamkader 2020                      | Teamkader 2020     | Teamkader 2020         | Teamkader 2020                       |
| Name                                | Geburtsdatum       | Land                   | Vorheriges Team                      |
| ----------------------------------- | ------------------ | ---------------------- | ------------------------------------ |
| Leonardo Basso                      | 25. Dezember 1993  | Italien                | General Store Bottoli Zardini (2017) |
| Egan Bernal                         | 13. Januar 1997    | Kolumbien              | Androni-Sidermec-Bottecchia (2017)   |
| Richard Carapaz                     | 29. Mai 1993       | Ecuador                | Movistar Team (2019)                 |
| Jonathan Castroviejo                | 27. April 1987     | Spanien                | Movistar Team (2017)                 |
| Rohan Dennis                        | 28. Mai 1990       | Australien             | Bahrain-Merida (2019)                |
| Owain Doull                         | 2. Mai 1993        | Vereinigtes Königreich | Team Wiggins (2016)                  |
| Eddie Dunbar                        | 1. September 1996  | Irland                 | Aqua Blue Sport (2018)               |
| Chris Froome                        | 20. Mai 1985       | Vereinigtes Königreich | Barloworld (2009)                    |
| Filippo Ganna                       | 25. Juli 1996      | Italien                | UAE Team Emirates (2018)             |
| Tao Geoghegan Hart                  | 30. März 1995      | Vereinigtes Königreich | Axeon-Hagens Berman (2016)           |
| Michał Gołaś                        | 29. April 1984     | Polen                  | Etixx-Quick Step (2015)              |
| Ethan Hayter                        | 18. September 1998 | Vereinigtes Königreich | VC Londres (2019)                    |
| Sebastián Henao                     | 5. August 1993     | Kolumbien              | Colombia-Coldeportes (2013)          |
| Wassil Kiryjenka (1. Jan.–30. Jan.) | 28. Juni 1981      | Belarus                | Movistar Team (2012)                 |
| Christian Knees                     | 5. März 1981       | Deutschland            | Team Milram (2010)                   |
| Michał Kwiatkowski                  | 2. Juni 1990       | Polen                  | Etixx-Quick Step (2015)              |
| Chris Lawless                       | 4. November 1995   | Vereinigtes Königreich | Axeon-Hagens Berman (2017)           |
| Gianni Moscon                       | 20. April 1994     | Italien                | Zalf Euromobil Désirée Fior (2015)   |
| Jhonatan Narváez                    | 4. März 1997       | Ecuador                | Quick-Step Floors (2018)             |
| Salvatore Puccio                    | 31. August 1989    | Italien                |                                      |
| Brandon Rivera                      | 21. März 1996      | Kolumbien              | GW Shimano (2019)                    |
| Carlos Rodríguez                    | 2. Februar 2001    | Spanien                |                                      |
| Luke Rowe                           | 10. März 1990      | Vereinigtes Königreich | 100% me (2011)                       |
| Pavel Sivakov                       | 11. Juli 1997      | Russland               | BMC Development (2017)               |
| Iván Sosa                           | 31. Oktober 1997   | Kolumbien              | Androni Giocattoli-Sidermec (2018)   |
| Ian Stannard                        | 25. Mai 1987       | Vereinigtes Königreich | ISD-Neri (2009)                      |
| Ben Swift                           | 5. November 1987   | Vereinigtes Königreich | UAE Team Emirates (2018)             |
| Geraint Thomas                      | 25. Mai 1986       | Vereinigtes Königreich | Barloworld (2009)                    |
| Dylan van Baarle                    | 21. Mai 1992       | Niederlande            | Cannondale-Drapac (2017)             |
| Cameron Wurf (31. Jan.–31. Dez.)    | 3. August 1983     | Australien             | Cylance (2019)                       |
| Andrey Amador (11. Feb.–31. Dez.)   | 29. August 1986    | Costa Rica             | Movistar Team (2020)                 |
|                                     |                    |                        |                                      |
| Quelle: ProCyclingStats             |                    |                        |                                      |

## Erfolge

### Erfolge in der UCI WorldTour
In den Rennen der Saison 2020 der UCI WorldTour gelangen die nachstehenden Erfolge.
| Datum          | Rennen                            | Fahrer             |
| -------------- | --------------------------------- | ------------------ |
| 7. August      | 3. Etappe Polen-Rundfahrt         | Richard Carapaz    |
| 14. September  | 8. Etappe Tirreno-Adriatico (EZF) | Filippo Ganna      |
| 17. September  | 18. Etappe Tour de France         | Michał Kwiatkowski |
| 3. Oktober     | 1. Etappe Giro d’Italia (EZF)     | Filippo Ganna      |
| 7. Oktober     | 5. Etappe Giro d’Italia           | Filippo Ganna      |
| 15. Oktober    | 12. Etappe Giro d’Italia          | Jhonathan Narvaez  |
| 17. Oktober    | 14. Etappe Giro d’Italia (EZF)    | Filippo Ganna      |
| 18. Oktober    | 15. Etappe Giro d’Italia          | Tao Geoghegan Hart |
| 24. Oktober    | 20. Etappe Giro d’Italia          | Tao Geoghegan Hart |
| 18. Oktober    | 21. Etappe Giro d’Italia (EZF)    | Filippo Ganna      |
| 3.–25. Oktober | Gesamtwertung Giro d’Italia       | Tao Geoghegan Hart |

### Erfolge in der UCI ProSeries
In den Rennen der Saison 2020 der UCI ProSeries gelangen die nachstehenden Erfolge.
| Datum       | Rennen                        | Fahrer      |
| ----------- | ----------------------------- | ----------- |
| 16. Februar | 4. Etappe Tour de La Provence | Owain Doull |
| 1. August   | 5. Etappe Burgos-Rundfahrt    | Iván Sosa   |

### Erfolge in des UCI Continental Circuits
In den Rennen des UCI Continental Circuits gelangen die nachstehenden Erfolge.
| Datum           | Rennen                                 | Kat. | Fahrer            |
| --------------- | -------------------------------------- | ---- | ----------------- |
| 3. August       | 3. Etappe Route d’Occitanie            | 2.1  | Egan Bernal       |
| 1.–4. August    | Gesamtwertung Route d’Occitanie        | 2.1  | Egan Bernal       |
| 3. September    | 3. Etappe Settimana Internazionale     | 2.1  | Jhonathan Narvaez |
| 1.–4. September | Gesamtwertung Settimana Internazionale | 2.1  | Jhonathan Narvaez |
| 19. September   | Giro dell’Appennino                    | 1.1  | Ethan Hayter      |

### Erfolge bei den Nationalen Straßen-Radsportmeisterschaften
In den Rennen zu den Nationalen Straßen-Radsportmeisterschaften 2020 gelangen die nachstehenden Erfolge.
| Datum      | Rennen                                        | Fahrer        |
| ---------- | --------------------------------------------- | ------------- |
| 21. August | Italienische Meisterschaft – Einzelzeitfahren | Filippo Ganna |